# Dariusz Adamczuk
Dariusz Adamczuk est un footballeur polonais né le 20 octobre 1969 à Szczecin. Il était milieu de terrain.

## Carrière
- 1987-1993 : Pogoń Szczecin  Pologne
- 1992-1993 : Eintracht Francfort  Allemagne
- 1993-1994 : Dundee FC  Écosse
- 1993-1994 : Udinese Calcio  Italie
- 1994-1995 : CF Belenenses  Portugal
- 1995-1996 : Pogoń Szczecin  Pologne
- 1995-1999 : Dundee FC  Écosse
- 1999-2001 : Glasgow Rangers  Écosse
- 2001-2002 : Wigan Athletic (prêt)  Angleterre
- 2002-2003 : Glasgow Rangers  Écosse
- 2006-2007 : Pogoń Szczecin  Pologne

## Palmarès
- 11 sélections et 1 but avec l'équipe de Pologne entre 1992 et 1999.
- Médaille d'argent aux Jeux olympiques de 1992 avec la Pologne.
- Champion d'Écosse : 2000, 2003
- Coupe d'Écosse : 2000, 2003
- Coupe de la Ligue d'Écosse : 2003